# Phaeoptyx
Phaeoptyx és un gènere de peixos pertanyent a la família dels apogònids.

## Taxonomia
- Phaeoptyx conklini (Silvester, 1915)[2]
- Phaeoptyx pigmentaria (Poey, 1860)[3]
- Phaeoptyx xenus (Böhlke & Randall, 1968)[4][5][6][7][8][9]